# بی‌ام‌و اس۱۰۰۰ایکس‌آر
بی‌ام‌و اس۱۰۰۰ایکس‌آر (انگلیسی: BMW S1000XR) یک موتورسیکلت ورزشی که توسط ب‌ام‌و موتوراد از سال ۲۰۱۵ تولید شده است. این موتورسیکلت همه‌کاره در ۴ نوامبر ۲۰۱۴ در میلان، ایتالیا ارائه شد.
این موتورسیکلت از نظر فنی بر اساس انجین موتورسیکلت بی‌ام‌و اس۱۰۰۰آر است و توسط سازنده به عنوان «موتور اسپرت و ادونچر» به بازار عرضه می‌شود. پس از موتورهای اسپرت کاملاً محصور ب‌ام‌و اس۱۰۰۰آرآر و بی‌ام‌و اچ‌پی‌فور ریس و همچنین ایکس‌آر.ام و چهارمین نسخه با موتور چهارسیلندر خطی است و در کارخانه ب‌ام‌و در برلین مونتاژ شده است.